# José Ledo del Pozo
José Ledo del Pozo (Benavente, 1753-Carracedo del Monasterio, 1788) fue un erudito e historiador español, doctor y catedrático de Filosofía de la Real Universidad de Valladolid.

## Biografía
Nació en Benavente (Zamora) el 29 de octubre de 1753 y muere el 9 de noviembre de 1788 en Carracedo (León).
Inició los estudios universitarios en 1767 en la Real Universidad de Valladolid y en 1776 obtuvo la Cátedra de Filosofía en dicha Universidad.
En 1779, comenzó el ejercicio del sacerdocio como párroco de Carracedo (León) hasta su muerte en 1788. Ledo del Pozo visitaba la parroquia y lo compaginaba con el desempeño de la cátedra de filosofía en Valladolid.
Como estudioso y amante de los libros logró formar una buena colección, para la época, que constaba de 234 volúmenes. La importancia que él mismo reconoció a su biblioteca hizo que destinara un capítulo especial de su testamento.
Entre otras obras escribió una historia de la ciudad de Benavente (Zamora) titulada Historia de la nobilísima villa de Benavente, con la antigüedad de su ducado, principio de su condado, sucesión y hazañas heroicas de sus condes en el año 1853. En 1990, se creó el Centro de Estudios Benaventanos «Ledo del Pozo»,  que lleva su nombre como homenaje y reconocimiento.

## Obra
- Historia de la nobilísima villa de Benavente, con la antigüedad de su ducado, principio de su condado, sucesión y hazañas heroicas de sus condes.[5]
- Apología del rey Don Pedro de Castilla, conforme a la crónica verdadera de D. Pedro López de Ayala (1780?)[7]
- Discurso político y moral sobre la nobleza, obligación y conducta de los nobles.[8]
- Oraciones retóricas.[9]

## Publicaciones
- Enríquez Llordén, Alejo. Historia de Benavente.[10]